# Leiomyom
Leiomyom är en  godartad (benign) cellförändring ( neoplasi) i glattmuskelceller. Den kan finnas i alla organ men oftast finns den i livmodern, tunntarmen eller esofagus. Leiomyom är den vanligaste benigna tumören i uterus. Dock så kan den benigna tumören i sällsynta fall (0,1 %) bli malign. Då kallas tumören leiomyosarkom. Leiomyom i livmodern kallas vanligen myom.